# Золотий Ріг (Владивосток)
Золотий Ріг — довга вузька бухта на північ від протоки Східний Босфор Японського моря, по берегах якої розташоване місто Владивосток. Зручне місце стоянки суден. Тут розташовані торговий і рибний порти, судноремонтні підприємства. Через бухту прокладений вантовий Золотий міст.